# Зонненшайн, Валентин
Иоганн Валентин Зонненшайн (нем. Johann Valentin Sonnenschein; 22 мая 1749, Штутгарт — 22 сентября 1828, Берн) — немецкий скульптор и художник.

## Биография
Иоганн Валентин Зонненшайн получил художественное образование в родном городе в мастерских Людовико Босси и Иоганна Вильгельма Бейера, а также учился у придворного художника Николя Гибаля. В 1763—1776 годах работал при дворе герцога Карла Евгения Вюртембергского, с 1771 года носил звание придворного лепщика. В 1772 году Зонненшайн был назначен «доцентом по оформлению» в Людвигсбургской академии художеств и модельером местной фарфоровой фабрики. Для купален в саду Шветцингенского дворца Зонненшайн изготовил из свинца восемь скульптурных групп путто. в 1775 году Зонненшайн переехал в Цюрих, где получил заказ на оформление нескольких залов патрицианского дворца «Дом у киля». Закончив работу над этим проектом, через четыре года в 1779 году Зонненшайн в течение шести лет преподавал рисунок в частной художественной школе в Берне, а также сотрудничал с одной из швейцарских фарфоровых мануфактур. В 1815 году Зонненшайн вернулся в Германию и участвовал в оформлении интерьеров дворца Солитюд в Штутгарте. В творческое наследие Зонненшайна также входят статуэтки, бюсты и надгробные памятники.